# Choi Yong-soo (Boxer)
Choi Yong-soo  (* 20. August 1972 in Dangjin, Chungcheongnam-do, Südkorea) ist ein ehemaliger südkoreanischer Boxer im Superfedergewicht und Normalausleger. 
Sein Profidebüt gewann er am 4. November 1990 gegen Park Seung-yong. Im Dezember 1993 errang der den OPBF-Titel, als er Lee Eun-shik in der 3. Runde k.o. schlug. Den vakanten WBA-Weltmeistertitel gewann er am 21. Oktober 1995 gegen Victor Hugo Paz und verteidigte diesen anschließend mehrere Male. Im Jahre 1998 verlor er ihn an Takanori Hatakeyama.